# Distrito electoral de Four Mile
Four Mile (en inglés, Four Mile Precinct) es un distrito electoral del condado de Otoe, Nebraska, Estados Unidos. Según el censo de 2020, abarca una población de 346 personas.
Un distrito electoral en los Estados Unidos, también llamado precinto (por traducción directa del término en inglés precinct), es el nivel más bajo en el que se divide una circunscripción electoral en los Estados Unidos.
En el estado de Nebraska, los distritos electorales son las subdivisiones territoriales de primer nivel de alguno de sus condados. 

## Geografía
Está ubicado en las coordenadas 40°38′56″N 95°50′6″O / 40.64889, -95.83500 (40.64887, -95.835123). Según la Oficina del Censo de los Estados Unidos, el distrito abarca una superficie total de 67.97 km², de la cual 66.17 km² corresponde a tierra firme y 1.80 km² es agua.

## Demografía
Según el censo de 2020, el distrito abarca 346 personas. La densidad es de 5,93 hab./km². El 94.80% son blancos, el 0.58% son asiáticos, el 0.58% son de otras razas y el 4.05% son de una mezcla de razas. El 1.16% son hispanos o latinos de cualquier raza.